# الجعدلية (كشر)

تعديل مصدري - تعديل

الجعدلية هي إحدى قرى عزلة خميس اليزيدي بمديرية كشر التابعة لمحافظة حجة، بلغ تعداد سكانها 94 نسمة حسب تعداد اليمن لعام 2004.